# Croton sonorae
Espèce
Classification APG III (2009)
Croton sonorae est une espèce de plantes à fleurs du genre Croton et de la famille des Euphorbiaceae, présent au Mexique (Baja California Sur jusqu'à Hidalgo).

## Synonymes
- Oxydectes sonorae (Torr.) Kuntze
- Croton pringlei S.Watson
- Croton attenuatus M.E.Jones